# 2 brumaire
2 vendémiaire 2 frimaire
Le duodi 2 brumaire, officiellement dénommé jour du céleri, est le 32e jour de l'année du calendrier républicain.
C'était généralement le 23e jour du mois d'octobre dans le calendrier grégorien.